# Inicjatywa Feministyczna (Szwecja)
Inicjatywa Feministyczna (szw. Feministiskt initiativ, skr. Fi albo F!) – szwedzka partia feministyczna. Utworzona (w oparciu o działającą wcześniej grupę nacisku o tej samej nazwie) w 2005. Aktualnie nie ma reprezentacji w Riksdagu.

## Powstanie partii
Powstanie Inicjatywy Feministycznej (grupy nacisku) ogłoszono w Sztokholmie 4 kwietnia 2005. Jej liderką została Gudrun Schyman, była liderka szwedzkiej Partii Lewicy, w tym czasie niezależna posłanka do Riksdagu. Na konferencji prasowej założycielki zaakcentowały, że Fi nie jest jeszcze partią polityczną. Na konferencji w 2005 zdecydowano się powołać stanowisko rzecznika prasowego odpowiedzialnego za przedstawienie programu nowej partii.
9 września 2005 organizacja została przekształcona w partię polityczną. Jednocześnie przyjęto podstawowe postulaty programowe.

## Władze partii
Partię reprezentują trzy rzeczniczki. Aktualnie są nimi: Gudrun Schyman, Stina Svensson, Sissela Nordling Blanco. We władzach Fi mogą zasiadać również mężczyźni.

## Program
Najważniejsze postulaty Fi obejmują:
- równa płaca dla zatrudnionych w sektorze prywatnym i publicznym
- przejęcie odpowiedzialności za domy opieki nad ofiarami przemocy domowej przez samorządy (obecnie zarządzają nimi często organizacje charytatywne)
- zatrudnienie na pełny etat dla wszystkich oraz 6-godzinny dzień pracy
- przymusowy równy podział urlopu rodzicielskiego między kobiety i mężczyzn
- reforma polityki mieszkaniowej

Poza tym przyjęto następujące postulaty:
- rodzice powinni mieć prawo wyboru dla siebie lub dziecka dowolnego imienia, bez względu na płeć
- uznanie wszystkich związków nieformalnych za małżeństwa
- reforma systemu emerytalnego zrównująca kobiety i mężczyzn
- uznanie prześladowań z powodu płci i orientacji seksualnej za wystarczający powód do przyznania statusu uchodźcy

Szczególne kontrowersje wzbudził postulat uznania wszelkich związków nieformalnych za małżeństwa. Niektórzy krytycy obawiali się, że oznaczałoby to legalizację poligamii.

## Udział w wyborach
W wyborach parlamentarnych w 2006 roku partia zdobyła 37 954 głosy (0,68%), nie przekraczając 4-procentowego progu wyborczego. Dodatkowym ciosem dla partii było oskarżenie o plagiat książki „Byxbegär” Profesor Tiiny Rosenberg związanej z Inicjatywą Feministyczną. Mimo umorzenia sprawy spotkała ją krytyka ze strony mediów oraz przeciwników partii feministycznej.
W latach 2006–2009 partia miała jedną eurodeputowaną. 1 marca 2006 Maria Carlshamre (obecne nazwisko: Maria Robsahm) opuściła Ludową Partię Liberałów przechodząc do Fi. W Parlamencie Europejskim należała do frakcji Porozumienie Liberałów i Demokratów na rzecz Europy.
W wyborach do PE w 2009 roku Fi wystawia własną listę. Zdobyła 70 434 głosów (2,2%), zajmując 11. miejsce i nie zdobywając żadnego mandatu.
W wyborach do Riksdagu 19 września 2010 Inicjatywa Feministyczna zdobyła 24 139 głosów (0,40%).
W wyborach do PE w 2014 roku, partia zdobyła 204 005 głosów (5,49%) i jeden mandat w Parlamencie Europejskim. Europosłanka Fi Soraya Post przystąpiła do grupy Socjalistów i Demokratów.
W wyborach do Riksdagu 14 września 2014 Inicjatywa Feministyczna zdobyła 194 719 głosów (3,12%), nie przekraczając progu wyborczego.